# Malarinia calcopercula
Malarinia calcopercula е вид коремоного от семейство Diplommatinidae.

## Разпространение
Видът е разпространен в Мадагаскар.